# Riku Ishida
Riku Ishida (japanisch 石田 璃来 Ishida Riku; * 27. April 2000 in Hokkaidō) ist ein japanischer Eishockeyspieler, der seit Juli 2025 bei den Bloomington Bison aus der ECHL unter Vertrag steht und dort auf der Position des Verteidigers spielt.

## Karriere
Riku Ishida begann seine Karriere als Eishockeyspieler in der Mannschaft der Bushukan Highschool. Nach seinem Schulabschluss begann er 2019 ein Studium an der Tōyō-Universität und spielte für deren Mannschaft. Im Sommer 2023 wechselte er zu den Tōhoku Free Blades in die Asia League Ice Hockey (ALIH). Dort verbrachte er eine Spielzeit.
Zur weiteren Entwicklung entschied sich der Abwehrspieler im Sommer 2024 zu einem Engagement beim italienischen Klub HC Meran aus der Alps Hockey League. Seine dortigen Leistungen bescherten ihm zur Spielzeit 2025/26 einen Vertrag bei den Bloomington Bison aus der nordamerikanischen Minor League ECHL.

### International
Für Japan nahm Ishida im Juniorenbereich zunächst an den U18-Weltmeisterschaften der Division I 2017 und 2018 teil. Mit der U20-Auswahl spielte er sodann 2019 in der Division I und 2020 in der Division II. Darüber hinaus nahm er mit der japanischen Studentenauswahl an den Winter World University Games 2023 in Lake Placid teil.
Für die japanische A-Nationalmannschaft debütierte Ishida im Alter von 22 Jahren bei der Weltmeisterschaft der Division IB 2022. Auch 2023 spielte er in der Division IB, als den Japanern nach acht Jahren der Wiederaufstieg in die A-Gruppe gelang. Es folgten weitere Teilnahmen an den Welttitelkämpfen der Division IA in den Jahren 2024 und 2025. Zudem nahm der Abwehrspieler an zwei Turnieren der Qualifikation für die Olympischen Winterspiele 2026 in Mailand sowie der Asienmeisterschaft 2024 und den Winter-Asienspielen 2025 teil.

## Erfolge und Auszeichnungen
- 2020 Aufstieg in die Division IB bei der U20-Weltmeisterschaft der Division IIA
- 2023 Aufstieg in die Division IA bei der Weltmeisterschaft der Division IB
- 2024 Silbermedaille bei der Asienmeisterschaft
- 2025 Silbermedaille bei den Winter-Asienspielen